# John Kasich
John Richard Kasich (McKees Rocks, Pensilvânia, 13 de maio de 1952) é um político americano, foi o 69.º Governador do Ohio de 2011 até 2019, sido eleito em 2010 e reeleito em 2014. Foi membro da Câmara dos Representantes durante nove mandatos, representando o 12.º distrito de Ohio de 1983 a 2001. Ele também foi comentarista do canal televisivo Fox News, apresentando o programa Heartland with John Kasich de 2001 a 2007. Foi candidato à nomeação do Partido Republicano para a eleição presidencial nos Estados Unidos em 2016 e a eleição presidencial nos Estados Unidos em 2020. Desistiu após performances fracas nas prévias do partido.